# Guillermo Echenique González
Guillermo Echenique González (San Sebastián, 7 de noviembre de 1954) es un profesor y político español. 

## Biografía
Guillermo Echenique es licenciado en Ciencias Económicas y Empresariales por la Universidad Complutense de Madrid (UCM).
Es profesor de Administración de Empresas en el Instituto Plaiaundi de Irún. Durante cuatro años, entre 1987 y 1991, fue Vicepresidente de las Juntas Generales de Guipúzcoa.
Como político, ha sido Diputado Foral de Economía y Turismo de la Diputación Foral de Guipúzcoa, Secretario General de Acción Exterior del Gobierno Vasco (2009 – 2012) y miembro de Comité de las Regiones de la Unión Europea.
Desde el 4 de septiembre de 2018 es el Subdelegado del Gobierno en Guipúzcoa. Está casado y tiene dos hijas.